# История провинции Хунань
История провинции Хунань — цепь важнейших событий от доисторической эпохи до нового времени, происходивших на территории современной китайской провинции Хунань.

## Палеоантропология и палеогенетика
В уезде Даосянь в пещерной системе Фуянь нашли 47 человеческих зубов, а также останки гиен, вымерших гигантских панд и других крупных млекопитающих, характерных для верхнего плейстоцена. Сталагмиты, выросшие на полу пещеры поверх слоя 1 датируются ториевым методом возрастом 80,1 тыс. л. н. и 79,5 тыс. л. н. Нижняя граница кальцитового слоя 1 датирована по фауне — она не древнее 120 тыс. л. н. Ярослав Кузьмин отмечает, что слой 2, содержащий зубы человека, по костям животных радиоуглеродным методом датируется возрастом ок. 42 900 л. н. (календарный возраст). Для этого же слоя получена серия уран-ториевых дат возрастом от 556 тыс. л. н. до 121 тыс. л. н. Такой разный возраст свидетельствует о том, что материал в слое 2 перемешан и не находится в состоянии in situ. Каменных орудий в пещере не нашли — это значит, что люди в пещере никогда не жили, а их останки были сюда притащены хищниками. Зубы из Даосяна больше похожи на зубы современных людей, чем на зубы из израильских пещер Схул и Кафзех. Моляры, премоляры, резцы и клыки имеют небольшие корни и не похожи на массивные неандертальские корни зубов. Резцы из Фуянь не лопатовидные, на нижних молярах нет признаков тавродонтии, увеличенной зубной полости, характерной для неандертальцев. Либо у гоминид популяции Схул-Кафзех произошла быстрая эволюция формирования зубов, либо зубы из Даосяня являются свидетельством миграции совершенно другой популяции людей. Зубы из пещерной системы Фуянь оказались гораздо моложе — 2,5—9,3 тыс. лет назад. У образца FY-HT-1 из пещеры Фуянь (2510±140 л. н.) определена митохондриальная гаплогруппа D5a1a2ab. У образца FY-HT-1 из пещеры Фуянь (2510±140 л. н.) определена митохондриальная гаплогруппа D5a1a2ab. У образца FY-HT-2 (9380±90 л. н.) была определена митохондриальная гаплогруппа D5a2a1h1.

## Доисторическая и ранняя историческая эпоха
В доисторические времена земли современной провинции Хунань населяли предки современных народов мяо, туцзя, дун и яо.
В письменной китайской истории эти земли появляются с IV века до н.э., когда они вошли в состав царства Чу. Материальные артефакты этого периода известны благодаря раскопкам в Таньхэли на территории городского уезда Нинсян городского округа Чанша.

## Время первых централизованных империй
Царство Чу было завоёвано царством Цинь в 223 году до н. э. Однако созданная Цинь Шихуанди империя просуществовала недолго, и распалась вскоре после его смерти. Сян Лян провозгласил И-ди новым правителем восстановленного Чу, однако его племянник Сян Юй, взявший дела в свои руки после смерти Сян Ляна, отправил марионеточного правителя в ссылку далеко на юг, в Чэньчэн; во время путешествия тот был убит по приказу Сян Юя.
После того, как Цинь Шихуан впервые в истории объединил все китайские земли в единую империю, то в 221 году до н. э. страна была разбита на 36 округов-цзюнь, одним из которых стал Чаншаский округ (长沙郡); власти округа разместились в уезде Сянсянь (湘县). Когда после распада империи Цинь Лю Бан провозгласил себя правителем новой империи Хань, то в 202 год до н. э. он дал У Жую титул «Чаншаского князя» (长沙王), и потому Чаншаский округ стал Чаншаским уделом (长沙国), а уезд Сянсянь был переименован в Линьсян (临湘县). Чаншаские князья оставили важный след в истории: именно княжеской семье У принадлежало знаменитое в современной археологии захоронение Мавандуй, при дворе чаншаских князей служил поэт Цзя И, и т. д. Прямая линия потомков У Жуя пресеклась в 156 году до н. э. со смертью У Чжэ, но император Цзин-ди дал титул «Чаншаского князя» Лю Фа, и удел просуществовал вплоть до конца Западной Хань. Во времена диктатуры Ван Мана удел в 10 году стал Тяньманьским округом (填蛮郡), но после свержения Ван Мана и образования Восточной Хань император Гуанъу-ди дал в 26 году титул «Чаншаского князя» Лю Сину (сыну Лю Шуня), и восстановил удел. Однако в 37 году, когда объединение страны было фактически завершено, император решил, что княжеский титул не подобает Лю Сину, и дал ему титул Линьсянского хоу (临湘侯); удел опять стал Чаншаским округом провинции Цзинчжоу (荆州).
Когда в 190 году состоялся поход против Дун Чжо, чаншаский тайшоу Сунь Цзянь примкнул к коалиции, что положило начало возвышению рода Сунь, возглавившего в эпоху Троецарствия государство У.

## Раннее Средневековье
В эпоху Южных и Северных династий территория провинции входила в состав империй, где правили сменявшие друг друга Южные Династии.
После того, как в 589 году страна была объединена в империю Суй, земли современной Хунани были разделены на области-чжоу, которые заложили основу её современного административного деления.
В эпоху 5 династий и 10 царств здесь с 907 по 951 годы существовало основанное Ма Инем государство Чу.

## Империи Сун и Юань
Во времена империи Сун территория современной провинции в основном входила в состав региона Цзинхунань (荊湖南路).
После монгольского завоевания китайские земли были разделены на огромные регионы, управляемые син-чжуншушэнами. Земли современной провинции оказались под управлением Хугуанского син-чжуншушэна.

## Империи Мин и Цин

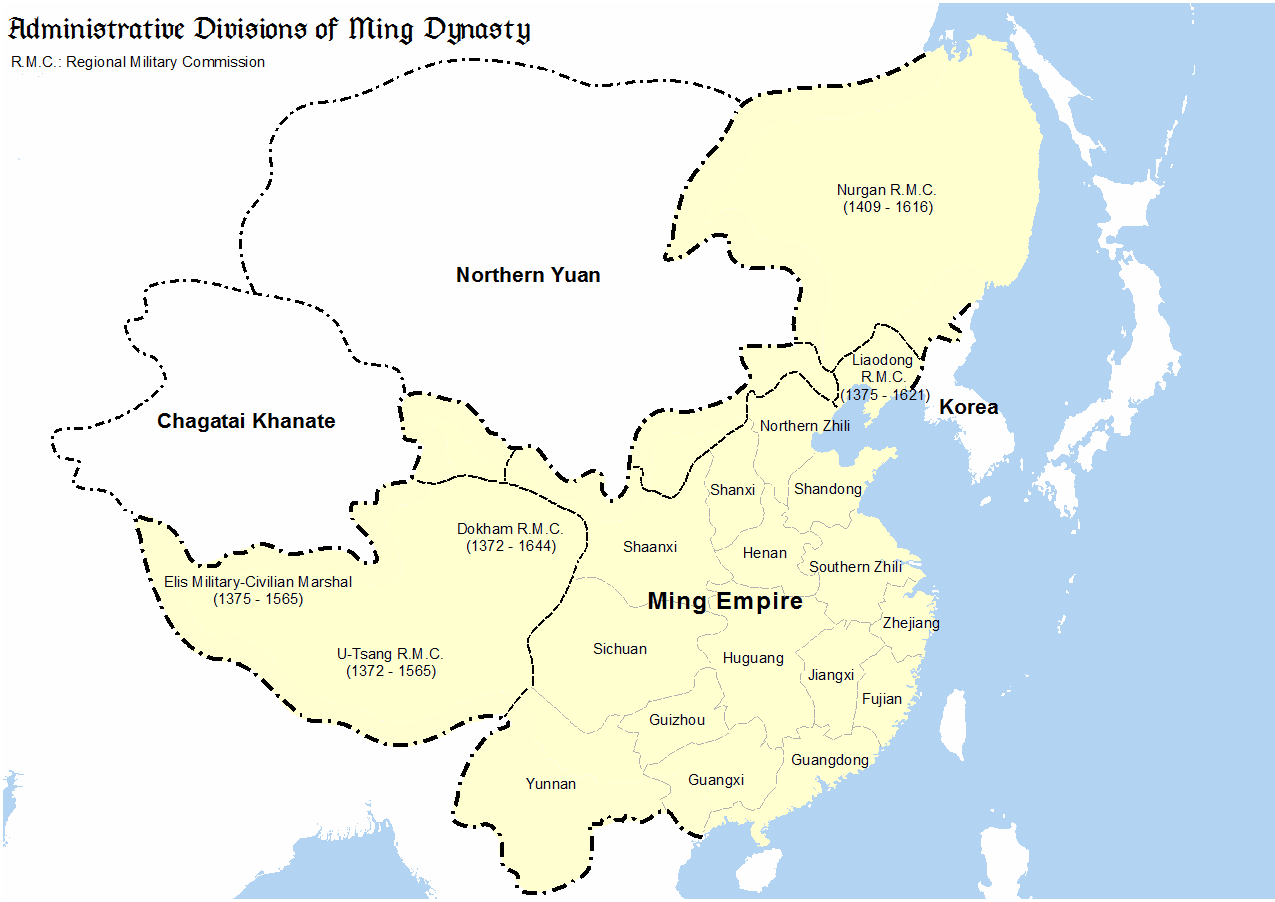
Административное деление империи Мин

В середине XIV века по всей стране начались антимонгольские восстания. В 1360-х годах повстанцы под командованием Чжу Юаньчжана взяли под контроль основную часть долины Янцзы, и в 1368 году была провозглашена империя Мин. Аппарат Хугуанского бучжэнши (чиновника, управляющего провинцией Хугуан) был размещён в «верхнем Учане» (современный Ухань).
После завоевания страны маньчжурами власти новой империи Цин в 1664 году разделили аппарат Хугуанского бучжэнши на «левый» и «правый»; в 1723 году «левый» и «правый» бучжэнши были переименованы в Хубэйского и Хунаньского бучжэнши. Аппарат Хунаньского бучжэнши разместился в Чанша, ему подчинялись 9 управ, 4 непосредственно управляемые области и 5 непосредственно управляемых комиссариатов.
Во времена империи Цин У Саньгуй, начав в 1673 году своё антиманьчжурское восстание, в 1678 году провозгласил себя императором в Хэнчжоу и, переименовав Хэнчжоускую управу в Динтяньскую управу (定天府), сделал эти места столицей своей империи Чжоу; после подавления восстания управе было возвращено прежнее название.
Рост населения приводил к ухудшению жизни людей, в перенаселённой провинции начались восстания. В конце XVIII — начале XIX веков произошло восстание мяо 1795—1806 годов, в середине XIX века провинцию частично затронуло восстание тайпинов (в подавлении которого значительную роль сыграла созданная Цзэн Гофанем «хунаньская армия»), затем произошло восстание мяо 1854—1873 годов.

## Период Китайской Республики
10 октября 1911 года произошло Учанское восстание. Уже 22 октября революционно настроенные войска под командованием Цзяо Дафэна и Чэнь Цзосиня подняли восстание в Чанша, а на следующий день было образовано военное правительство провинции Хунань.
В 1916-1928 годы, вошедшие в историю Китая как «эра милитаристов», провинция осталась в стороне от основных боевых действий. В 1927 году, когда начался раскол между компартией и гоминьданом, 21 мая 1927 года в Чанша произошли События дня лошади, осенью в провинции поднялось Восстание осеннего урожая.
Когда в 1937 году началась война с Японией, то продвижение японских войск вверх по долине Янцзы удалось осенью 1939 года остановить под Чанша. В 1943 году японцы попытались взять Чандэ, но тоже неудачно. В итоге лишь в 1944 году, когда японская армия начала операцию «Ити-Го», ей весной удалось, наконец, взять Чанша. Однако, когда 27 июня японские войска подошли к Хэнъяну, то защитники города оказали упорное сопротивление, и японцам удалось его взять лишь после 40-дневной осады.

## В составе КНР
После образования КНР в провинции Хунань, как и в остальных провинциях Китая, были созданы «специальные районы», объединившие по десятку уездов. Однако в 1952 году на западе и юге провинции были созданы необычные, более крупные структуры — Сянсиский административный район (湘西行政区) и Сяннаньский административный район (湘南行政区), каждый из которых объединил в себя уезды трёх расформированных «специальных районов». Но эксперимент оказался неудачным, и уже в 1954 году эти «административные районы» были упразднены и вновь созданы «специальные районы». В конце 1960-х годов «специальные районы» были переименованы в «округа». В 1990-х в рамках политики «объединения городов и округов» расформировывались округа и те города, в которых размещались их власти, а вместо них создавались «городские округа», в которых административные единицы как бывших городов, так и бывших округов оказывались на равных правах.